# Templo del Pilar (Calanda)
La iglesia, conocida como el templo de Nuestra Señora del Pilar -dedicado a la Virgen del Pilar-, está situada en la población turolense de Calanda; fue dedicada por el pueblo calandino en acción de gracias por el milagro obrado el año de 1640 en la persona de Miguel Pellicer.

## Historia
El proyecto primigenio de construcción comenzó el 22 de abril de 1640, acordándose construir una ermita contigua a la casa de Miguel Pellicer para conmemorar el evento. Pero con el tiempo las obras se irían ampliando, especialmente a partir de 1668, fecha en la que fue colocada en el altar mayor la imagen de la Virgen del Pilar. 
La última y definitiva ampliación del templo comenzaría así el 20 de noviembre de 1739.

### 1936-1939: Profanación del Templo durante la guerra civil española

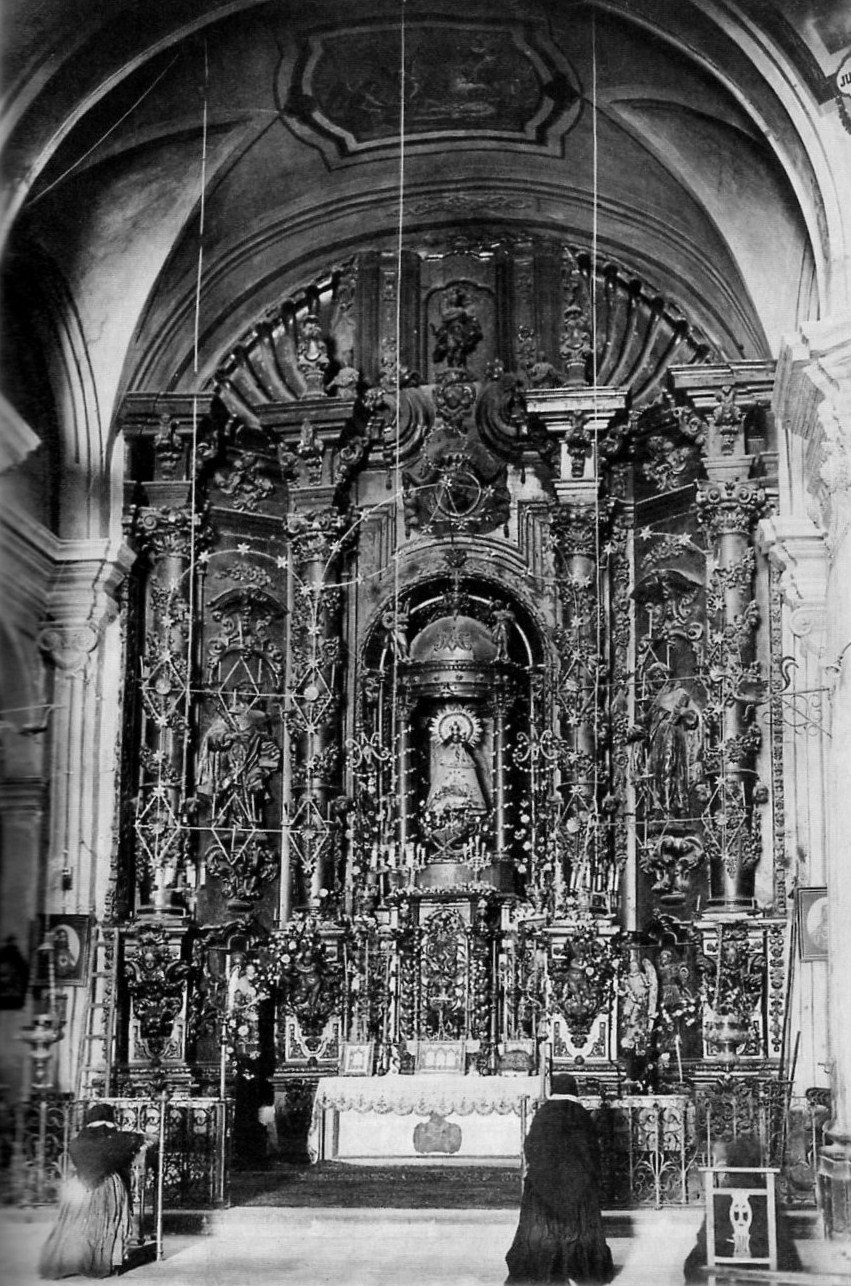
Antiguo Altar mayor, destruido por las milicias rojas en 1936.

La iglesia sufrió gran destrucción y pérdidas artísticas durante la guerra civil española a manos de las milicias republicanas. Profanado el sagrado recinto, éste fue utilizado como sala de cine por dichas milicias. Se destruyeron, entre otras obras: 
- El retablo mayor, obra maestra procedente del Convento del Desierto, construido con madera de los pinares aledaños a éste, y que a raíz de la exclaustración del año 1835, y como consecuencia de la Desamortización de Mendizábal, fue trasladado al Templo del Pilar de la villa.
- El retablo de la Capilla del Milagro.
- El valioso juego de campanas, que fue arrojado desde la torre.
- Todas las obras escultóricas fueron igualmente destruidas, incluyendo los altares laterales.
- Todas las sepulturas fueron profanadas y robadas, entre ellas la del Cardenal Antonio María Cascajares, cuyos restos fueron utilizados como objeto de mofa por parte de sus profanadores.

### 1978-1984: Restauración moderna del Templo
Tras cuatro décadas de relativo abandono, durante el sexenio 1978-1984 y bajo la gestión de José Arbiol, la iglesia sería sometida a una restauración a gran escala (desde aspectos estructurales hasta otros decorativos de menor envergadura). Entre los artistas que intervinieron, figuran los Hermanos Albareda y el pintor local José Asensio Lamiel.

## Descripción

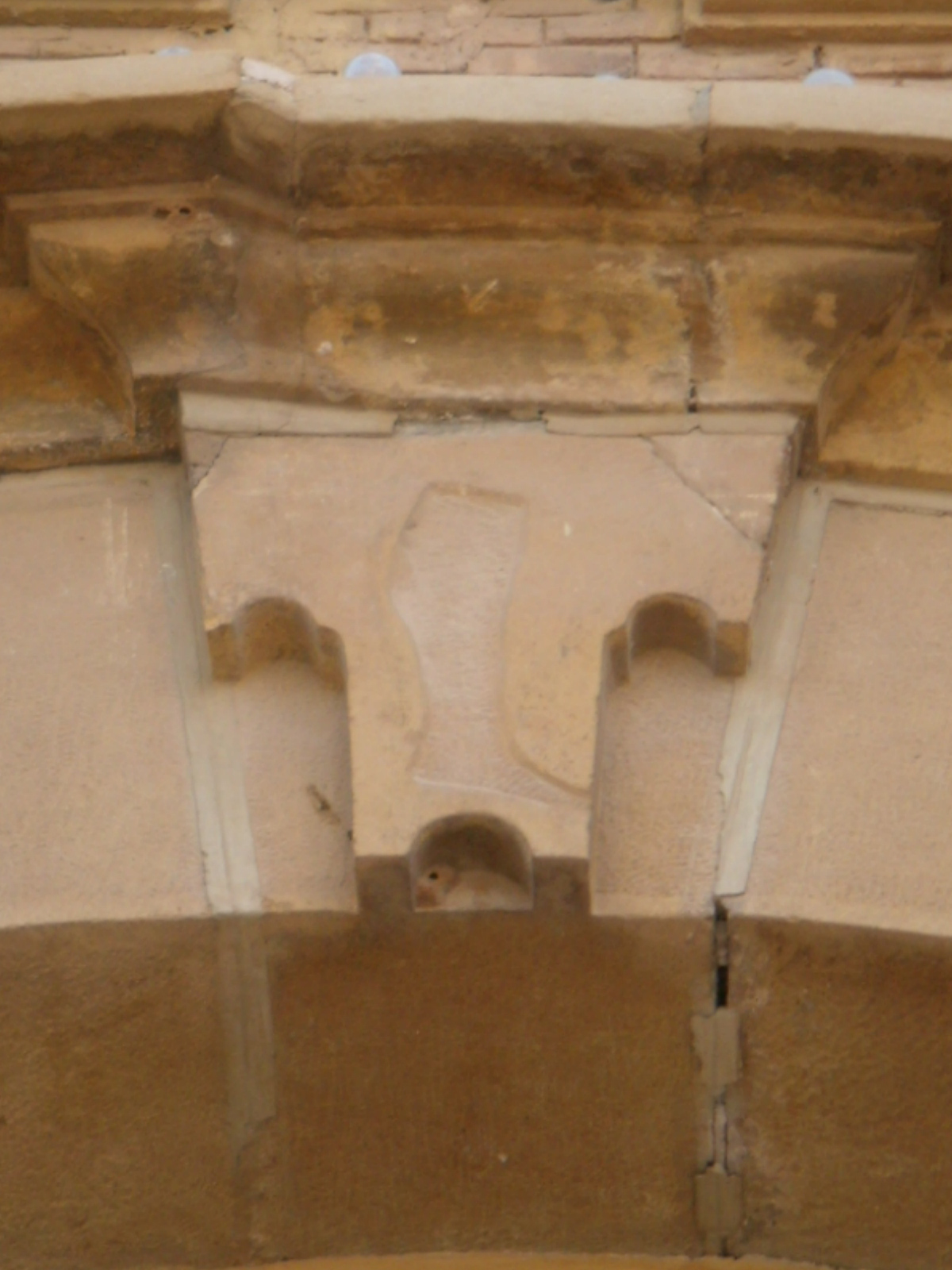
Representación escultórica de la pierna cortada de Miguel Pellicer, en la clave del arco de la portada del Templo.

Arquitectónicamente, el templo consta de tres naves, la central más ancha que las laterales, con una gran cúpula y otras dos más pequeñas en los laterales. La fábrica del edificio es de ladrillo y grandes zócalos en la base. Por encima de todo se destaca a considerable altura la torre, con su juego de campanas. 
Artísticamente discreto, el templo sufrió grandes pérdidas durante la guerra civil española, lo que supuso un empobrecimiento considerable del mismo, perdiéndose el valioso altar mayor que había sido traído desde el Convento del Desierto.

### La Capilla del Milagro
Situada a los pies del templo, en el lado derecho conforme se entra, la Capilla del Milagro ocupa el lugar correspondiente a la habitación donde se produjo el milagro de Miguel Pellicer. Espacio altamente significativo, pues, en el que la decoración pictórica de Miguel Ángel Albareda reconstruye la noche del milagro. Una lápida conmemorativa ilustra el hecho; en ella puede leerse: 

En este mismo lugar y por la intercesión de la Virgen Santísima del Pilar fue restituida a su devoto Miguel Juan Pellicero la pierna que hacía largo tiempo le había sido cortada. Instruido proceso fue declarado milagro tan portentoso hecho por sentencia que firmaba el Exmo. y Revdmo. Dr. D. Pedro de Apaolaza Arzobispo de Zaragoza.

## Culto a la Virgen del Pilar
En tanto que está dedicado a la Virgen del Pilar, el Templo de Calanda guarda no pocos paralelismos con la Basílica del Pilar zaragozana, empezando por el símbolo iconográfico más característico de la Virgen, también aquí presente: el manto. Con una colección de un centenar de mantos (blancos, rojos, verdes, morados, azules, destinos para enfermos, etc.), se "viste" la columna sobre la que se destaca la estatuilla de la Virgen. Uno de los mantos, el denominado "de Capitana General", solo se pone el 12 de octubre, festividad del Pilar. Por el contrario, los días 29 de cada mes, la columna queda desnuda, puesto que así se conmemora el 29 de marzo de 1640, día del Milagro de Pellicer.

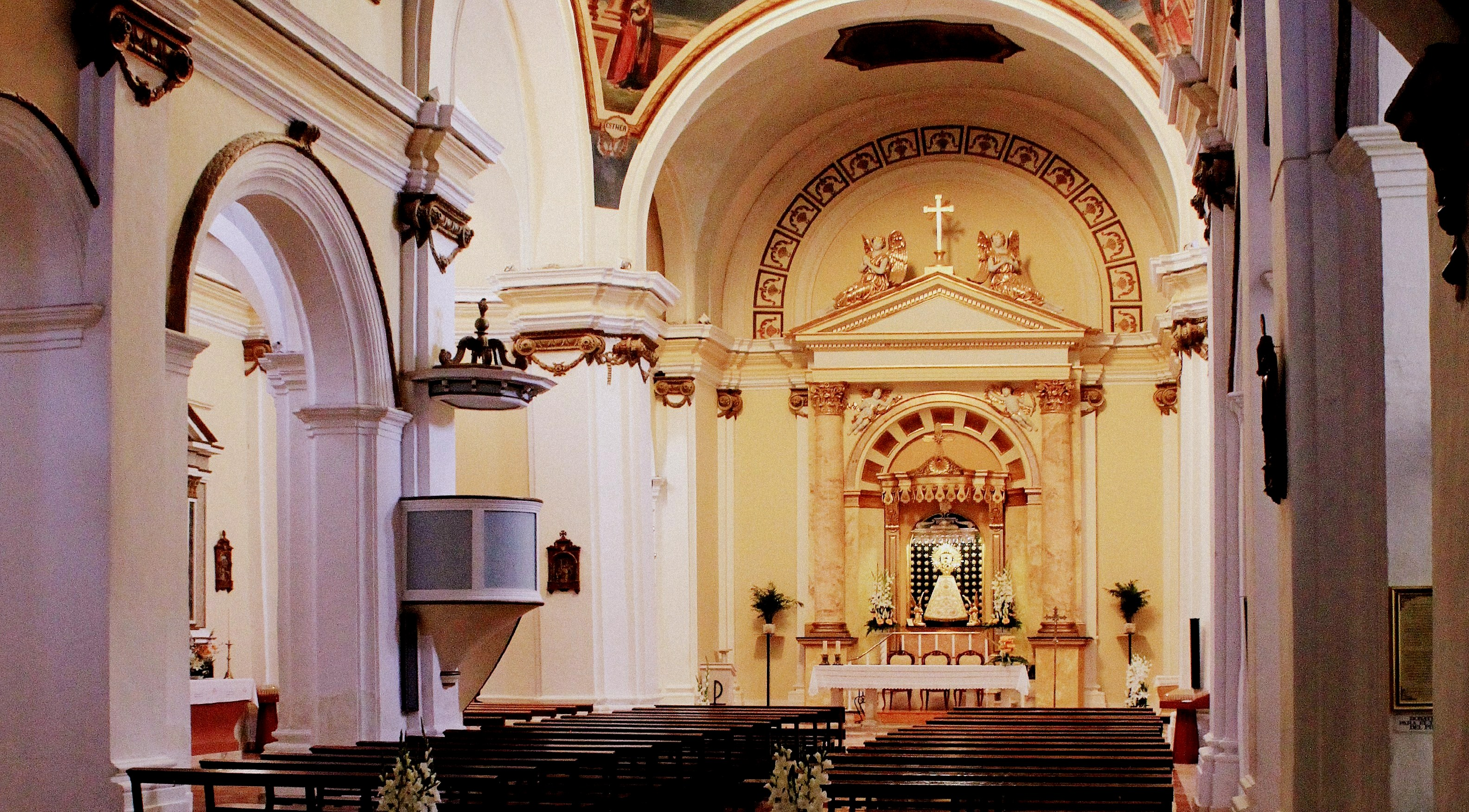
Vista general de la nave central del Templo del Pilar.

## Los Mayorales del Pilar

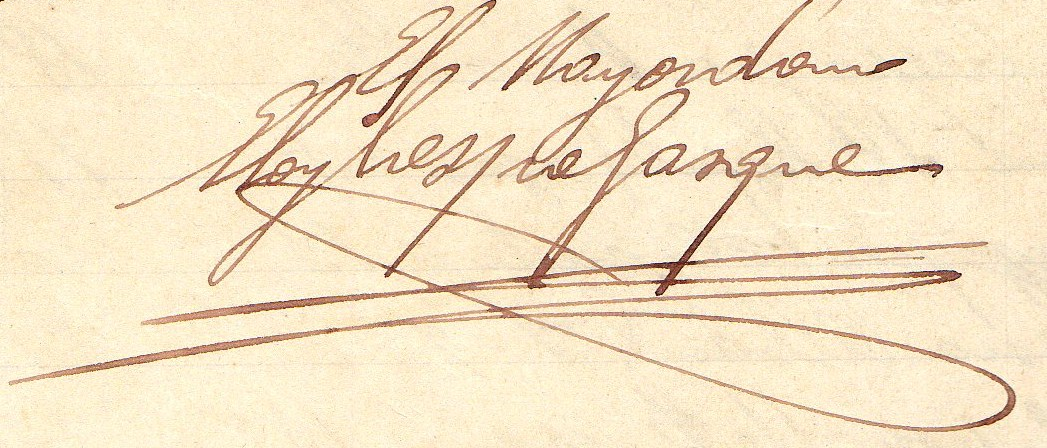
Firma de Eloy Crespo Gasque (Libro de cuentas de los Mayorales del Templo de Nuestra Señora del Pilar de Calanda, 1908).

Desde 1838 el templo quedó al cuidado de los Mayordomos o Mayorales del Pilar. El primero de ellos fue Romualdo Morlán. La función del mayoral del Pilar concierne sobre todo a la conservación y administración del templo; entre los más destacados mayorales figuraron Agustín Cascajares, Vicente Lusarreta, Joaquín Buñuel, José María Santa Pau, Eloy Crespo Gasque, Juan Gualberto Magallón, Manuel Magallón Pastor, José Arbiol Sanz y Antonio Bielsa Molinos.

## Personalidades enterradas en el Templo del Pilar

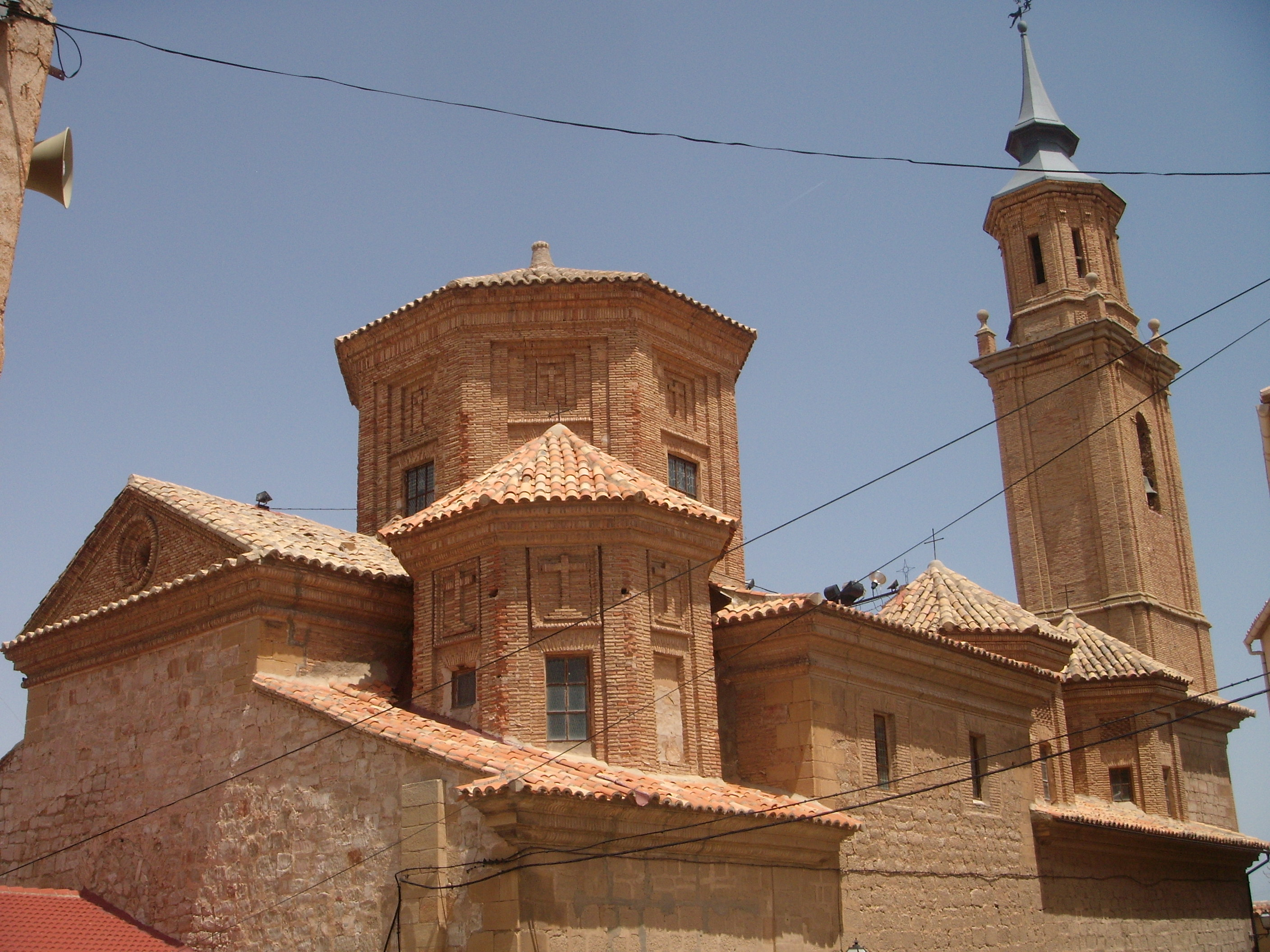
Vista parcial del Templo del Pilar.

### Sepulcros profanados durante la guerra civil española (1936-1939)
Entre las personas inhumadas en el Templo del Pilar, figuran las siguientes:
- José Herrero de Tejada (m. 1665); primera persona enterrada en la iglesia, fue uno de los testigos del milagro de Miguel Pellicer.
- Pedro Tomás Cascajares (m. 1665)
- Leandro Gasque Chivo (m. 1740)
- Josef Ram de Viu, barón del Pueyo, Hervés y Samitier (m. 1767)
- Miguel Antonio Peralta (m. 1785)
- Miguel M. Gasque y Herrero de Tejada (m. 1800)
- Fermín Ram de Viu y Pueyo (m. 1812); caballero novicio de justicia de la Orden de San Juan de Jerusalén.
- Antonio María Cascajares (m. 1901); el cardenal fue inhumado en la Capilla del Milagro, pero durante los incidentes de la guerra civil española (1936-1939), su sepultura fue profanada; desaparecido pues el cuerpo del cardenal, no queda hoy sino la placa pétrea que indicaba, en el suelo de la referida capilla, su exacta ubicación pretérita.

### Nuevas incorporaciones (sigloXXI)
- Manuel Albert Ginés (m. 1936); los restos mortales de este presbítero y capellán del Templo, fusilado por milicianos frentepopulistas en 1936, y beatificado por el Papa Juan Pablo II en 2001, reposan con el nuevo siglo en la nave lateral derecha del templo, a la derecha del sagrario.

### Cripta
La cripta del Templo está vinculada a la Familia Fortón-Cascajares, en cuyos nichos han sido inhumados de ordinario los miembros de esta ilustre familia.

## Bibliografía

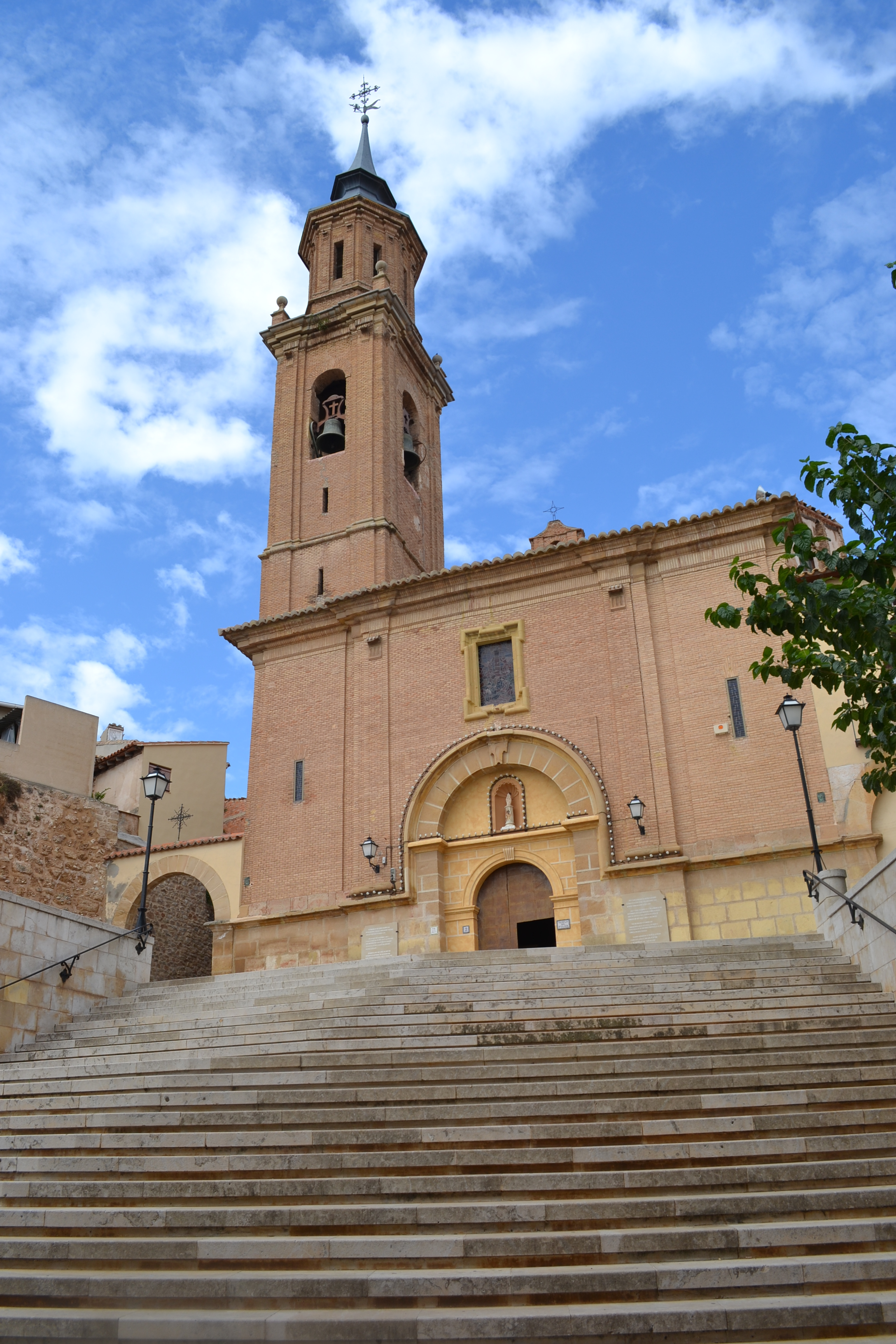
Escalinata de acceso.